# Amen (motorfiets)
Amen is een Amerikaanse motorfietsfabrikant die customs bouwt. Het bedrijf is gevestigd in Rogersville (Tennessee).
Het bijzondere is dat ze in 2004 een naafloze motor presenteerden. Waarschijnlijk werkte de lagering zoals bij de naafloze machines van Franco Sbarro.